# Festivalbar 2006
Il quarantatreesimo Festivalbar si svolse durante l'estate del 2006 in 10 puntate, registrate presso Piazza del Plebiscito a Napoli, Piazza Unità d'Italia a Trieste, Piazza Vittorio Emanuele II a Chieti e con la finale nel consueto scenario dell'Arena di Verona, quest'ultima trasmessa in diretta televisiva nelle date del 4 e 5 settembre.
Presentatori furono Ilary Blasi, Cristina Chiabotto ed il Mago Forest. 
È stata l'unica edizione del Festivalbar in cui partecipò alla finale un'allieva del talent show Amici di Maria De Filippi, in questo caso Rita Comisi, che duettò con Ronan Keating.
Vincitore dell'edizione fu Luciano Ligabue con la canzone Happy Hour.
Originariamente il conduttore di quest'edizione doveva essere Amadeus (che aveva già condotto il Festivalbar dal 1993 al 1997), come previsto dal contratto che il conduttore firmò il 3 maggio 2006 per il suo passaggio a Mediaset, ma alla fine fu costretto a dare forfait, a causa della RAI che non concesse al conduttore la liberatoria per condurre la manifestazione prima della fine della scadenza del suo contratto, prevista per il 31 luglio 2006.

## Cantanti partecipanti
- Ligabue - Happy Hour e Le donne lo sanno
- Negramaro - Nuvole e lenzuola e Mentre tutto scorre
- Zero Assoluto - Sei parte di me e Svegliarsi la mattina
- Nate James - The Message
- Simply Red - Oh! What a Girl!
- Cesare Cremonini - Le tue parole fanno male e Ancora un po'
- Bob Sinclar - World, Hold On (Children of the Sky)
- Scissor Sisters - I Don't Feel Like Dancin'
- Ayo - Down on My Knees
- Mario Venuti - È stato un attimo
- Coldplay - Talk
- Baustelle - Un romantico a Milano e La guerra è finita
- Tiziano Ferro - Stop! Dimentica
- The Feeling - Sewn
- Gnarls Barkley - Crazy
- Neffa - Il mondo nuovo
- Skye - Love Show
- Mondo Marcio - Dentro alla scatola e Nessuna via d'uscita
- Finley - Diventerai una star e Tutto è possibile
- Raf - Dimentica
- Kelly Clarkson - Because of You
- P!nk - Stupid Girls
- Ivano Fossati - Ho sognato una strada
- Omar Pedrini - Shock (dolcissimo shock)
- Corinne Bailey Rae - Trouble Sleeping
- Ronan Keating e Rita Comisi - All over again
- Gaia Riva - One
- Daniel Powter - Free loop
- Nek - L'inquietudine
- Eros Ramazzotti - Bambino nel tempo
- James Blunt - Wisemen
- Robbie Williams - Sin Sin Sin
- Duncan James - Sooner or Later
- Francesco Facchinetti - Non cado più
- Gavin DeGraw - Follow Through
- L'Aura - Domani
- Piero Pelù - Tribù
- Luca Dirisio - La ricetta del campione
- James Morrison - You Give Me Something
- Samuele Bersani - Lascia stare e Lo scrutatore non votante
- Sérgio Mendes - Mas que nada
- Richard Ashcroft - Music Is Power
- Muse - Supermassive Black Hole e Starlight
- Seba - Domenica d'estate
- Gianna Nannini - Io e Sei nell'anima
- Bebe - Malo
- Novastar - Never Back Down
- Stylophonic - Pure Imagination
- Rihanna - SOS
- Mango - Mio fiore mio
- Edoardo Bennato ed Alex Britti - Notte di mezza estate
- James Kakande - You You You
- Riccardo Maffoni - Uomo in fuga
- Sean Paul - Temperature
- Sugarfree - Inossidabile e Solo lei mi dà
- Skin - Just Let the Sun e Purple
- The Darkness - One Way Ticket
- Hilary Duff - Beat of My Heart
- Jesse McCartney - Because You Live
- Rio - Come ti va
- Mousse T feat. The Dandy Warhols - Horny as a Dandy
- Black Eyed Peas - Pump It
- Enrico Ruggeri - Fiore della strada
- Pier Cortese - Prima che cambierà
- Pino Daniele - Narcisista in azione
- Pago - Vorrei tu fossi mia
- Robert Post - Got None
- Lily Allen - Smile
- Jack Johnson - Upside Down
- Cecco - La libertà
- Irene Fornaciari - Mastichi aria
- Jovanotti - Falla girare
- Caparezza - La mia parte intollerante, Dalla parte del toro e Torna Catalessi
- Niccolò Fabi - Oriente
- Andrea Bocelli - Ama, credi e vai (con Gianna Nannini)

## Altri premi
- Premio Rivelazione Italiana: Zero Assoluto con Sei parte di me
- Premio Rivelazione Straniera: Nate James con The Message
- Premio migliore album dell'anno: Gianna Nannini con Grazie
- Premio Migliore Performance: Negramaro con Nuvole e lenzuola

## Sigla
La sigla di quest'edizione fu Io di Gianna Nannini e Happy Hour di Ligabue.

## Organizzazione
- Mediaset

## Direzione Artistica
- Andrea Salvetti